# NGC 3826
NGC 3826 (ook: NGC 3830) is een elliptisch sterrenstelsel in het sterrenbeeld Leeuw. Het hemelobject werd op 6 april 1785 ontdekt door de Duits-Britse astronoom William Herschel.

## Synoniemen
- UGC 6671
- MCG 5-28-18
- ZWG 157.18
- PGC 36359